# 日本元帅

元帥徽章

元帥，於1872年（明治5年）至1873年（明治6年）的為實質的階級（陸軍元帥）。之後廢止，到1898年（明治31年）設立元帥府，並將進入元帥府之陸軍大將與海軍大將給與元帥的稱號，直到第二次世界大战結束後廢止。目前日本自衛隊中並無相對應的稱號。

## 概要
日本的元帥是從1872年7月19日，參議西鄉隆盛以陸軍元帥的階級兼任為始。原稱為「參議兼陸軍元帥西郷隆盛」，29日改稱為「陸軍元帥兼參議西郷隆盛」（即陸軍元帥為本官，參議為兼任；前一個稱號反之）；1873年官制改訂後取消了元帥官階，西郷隆盛改敘為陸軍大將。
1898年制定了元帥府條例，將功勳卓著的老將給與元帥的稱號，並為終身職。第一代進入元帥府的元帥為小松宮彰仁親王、山縣有朋、大山巌、以及西鄉從道（陸軍3名，海軍1名）；1926年大勳位昌徳宮李王去世時也同樣給與元帥的禮遇。
基本上，元帥為日本陸海軍的名譽稱號，官銜為元帥陸軍大將或元帥海軍大將，通常是部隊指揮官退休時才會賜與元帥稱號。元帥名義上是天皇的軍務顧問，軍事參議院當然參議官，也要召開不定期的元帥會議，但對於軍隊實務上幾無影響力。不過到第二次世界大戰中，由於陸軍規模擴大，方面軍之上又增加了「總軍」上級指揮層級，因此出現了以元帥稱號出任總軍部隊司令官的例子（寺内寿一、杉山元與畑俊六）。
日本元帥府建立後共有三十位陸、海軍大將列入，明治時代為陸軍5名海軍3名，大正時代為陸軍6名海軍6名，昭和時代為陸軍6名海軍4名。第二次世界大戰當中賜與元帥的陸、海軍大將各有3名，陸軍為寺内壽一、杉山元與畑俊六；海軍為永野修身、山本五十六與古賀峯一，其中山本五十六與古賀峯一為死後追贈。

## 元帥一覽

### 陸軍元帥一覽
1. 西鄉隆盛（1872年7月－1873年5月）

### 元帥陸軍大將一覽
1. 小松宮彰仁親王（1846-1903） 1898年
2. 山縣有朋（1838-1922） 1898年
3. 大山巖（1842-1916） 1898年
4. 野津道貫（1841-1908） 1906年
5. 奥保鞏（1847-1930） 1911年
6. 長谷川好道（1850-1924） 1914年
7. 伏見宮貞愛親王（1858-1923） 1914年
8. 川村景明（1850-1926） 1914年
9. 寺內正毅（1852-1919） 1916年
10. 閑院宮載仁親王（1865-1945） 1919年
11. 上原勇作（1856-1933） 1921年
12. 久邇宮邦彦王（1873-1929） 1929年 （病死後追贈）
13. 梨本宮守正王（1874-1951） 1932年
14. 武藤信義（1868-1933） 1933年
15. 寺内寿一（1879-1946） 1943年
16. 杉山元（1880-1945） 1943年
17. 畑俊六（1879-1962） 1944年

### 元帥海軍大將一覽
1. 西鄉從道（1843-1902） 1898年
2. 伊東祐亨（1843-1914） 1906年
3. 井上良馨（1845-1929） 1911年
4. 东乡平八郎（1848-1934） 1913年
5. 有栖川宮威仁親王（1862-1913） 1913年 （病死後追贈）
6. 伊集院五郎（1852-1921） 1917年
7. 東伏見宮依仁親王（1867-1922） 1922年 （病死後追贈）
8. 島村速雄（1858-1923） 1923年 （病死後追贈）
9. 加藤友三郎（1861-1923） 1923年 （病死後追贈）
10. 伏見宮博恭王（1875-1946） 1932年
11. 山本五十六（1884-1943） 1943年 （战死後追贈）
12. 永野修身（1880-1947） 1943年
13. 古贺峰一（1885-1944） 1944年（殉职後追贈）

## 註解
1. ↑  參見階級表 （页面存档备份，存于）